# Kinesiskan (film)
Kinesiskan (franska: La Chinoise) är en fransk dramafilm från 1967 i regi av Jean-Luc Godard.

## Utmärkelser
Filmen vann Juryns stora pris vid Filmfestivalen i Venedig 1967.

## Rollista i urval
- Anne Wiazemsky - Véronique
- Jean-Pierre Léaud - Guillaume
- Juliet Berto - Yvonne
- Michel Semeniako - Henri
- Lex De Bruijn - Kirilov
- Omar Blondin Diop - Omar
- Francis Jeanson - Francis
- Blandine Jeanson - Blandine
- Eliane Giovagnoli - väninnan